# San Pietro in Cerro
San Pietro in Cerro är en ort och kommun i provinsen Piacenza i regionen Emilia-Romagna i Italien. Kommunen hade 832 invånare (2018).